# Tears Getting Sober
Tears Getting Sober (englisch für Tränen werden trocknen) ist ein englischsprachiger Popsong, der vom Team um Borislaw Milanow geschrieben und von der bulgarischen Sängerin Wiktorija Georgiewa unter ihrem Künstlernamen VICTORIA interpretiert wurde. Mit dem Titel sollte sie Bulgarien beim Eurovision Song Contest 2020 in Rotterdam vertreten.

## Hintergrund und Produktion
Im November 2019 gab das Bulgarische Nationale Fernsehen bekannt, dass VICTORIA ihr Land beim kommenden Eurovision Song Contest 2020 vertreten werde. Am 7. März 2020 wurde ihr Beitrag Tears Getting Sober veröffentlicht. Er wurde von Borislaw Milanow mit Georgiewa selbst, Lukas Janisch und Cornelia Wiebols komponiert und getextet. Für die Produktion waren Georgiew, Milanow und Wiebols gemeinsam mit Fredrik Toremark zuständig.

## Musik und Text
Laut Milanow handle der Song von psychischen Störungen. Man habe ihn während eines Tages geschrieben, an welchem alles gegen seine Bestimmung gearbeitet habe. Zwei Songwriter aus einem anderen Team hätten eine Panikattacke erlitten und mussten mit dem Rettungswagen in das Krankenhaus gebracht werden. Es wurde später klar, dass der Titel an dem Milanow und sein Team schrieben, um genau dieses Thema handelt. Es seien in der heutigen Zeit viele junge Menschen von psychischen Krankheiten betroffen. Der Titel handle auch davon, wie man die Probleme übersteht und dass es immer noch Hoffnung gebe. Die einzige Chance, diesen zu entkommen, sei, sich seinen Ängsten zu stellen. Georgiewa sagt, dass die sich die Aussage des Songs auch gut im Zusammenhang mit dem Coronavirus widerspiegle, obwohl er vor der COVID-19-Pandemie geschrieben wurde.
Das Lied wird von einem Chor ein- und ausgeleitet, ebenso der Refrain. Die Sängerin wird hauptsächlich von einem Klavier begleitet, welches im Refrain mit sanften Streichern unterstützt wird. Generell ist die Instrumentierung eher minimalistisch gehalten. Gegen Ende der Bridge steigt die Dynamik, welche durch die erneut hinzukommenden Streicher und der Modulation der Stimme wahrnehmbar ist. Danach wird der Refrain mit einer Rückung ein letztes Mal wiederholt. Dies ist auch der einzige Teil des Liedes, in dem das Schlagzeug eingesetzt wird.

## Mitwirkende
- Borislaw Milanow: Produktion, Musik, Text, Aufnahme, Keyboard, Bass
- Iwan Boschew: Aufnahme
- Viktoria Georgiewa: Musik, Text, Gesang
- Cornelia Wiebols: Produktion, Musik, Text, Gesang
- Fredrik Toremark: Produktion
- Lukas Oskar Janisch: Produktion, Musik, Text, Gesang
- Zino Mikorej: Mastering
- David Bronner: Abmischung, Programmierung
- Wladislaw Mitschew: Blechblasinstrumente
- Sascho Wladigerow: Flügelhorn
- Magdalena Petrowitsch: Violoncello[5]

## Beim Eurovision Song Contest
Bulgarien hätte im zweiten Halbfinale des Eurovision Song Contest 2020 mit diesem Lied auftreten sollen. Aufgrund der fortschreitenden COVID-19-Pandemie wurde der Wettbewerb jedoch abgesagt. Zum Zeitpunkt der Absage lag der Song auf Platz 1 der Wettquoten.

## Rezeption
ESCXtra verglich den Titel mit Billie Eilish, sowie dem rumänischen ESC-Beitrag Alcohol You und meinte, dass die letzten 30 Sekunden den Song an die Spitze beförderten. Weiterhin wurde angemerkt, dass der Titel eher untypisch für Bulgariens Geschichte beim Grand Prix sei und man versuche, die britische und US-amerikanische Chartszene abzubilden. Der Blog Eurovisionary zog in Hinblick auf das Arrangement des Chores und der Instrumente, einen Vergleich zu Disney-Filmmusik. Negative Stimmen berichten von einem süßlichen Gesamteindruck und kritisieren die zu spät kommende Steigerung. ESC Kompakt sieht Tears Getting Sober deutlich vor Alcohol You. Milanow schneidere der Sängerin „ein fast märchenhaft klingendes ruhiges Lied auf den Leib“. Die „Zerbrechlichkeit des Songs und ihrer Stimme“ sei faszinierend.

## Veröffentlichung
Der Song erschien als Single am 7. März 2020. Das zugehörige Musikvideo wurde unter der Regie der Sängerin zusammen mit Wiktorija Karakolewa produziert. Ebenso ist der Titel als Bonustrack von Georgiewas Single alright. erhältlich.